# Museum voor Catalaanse Geschiedenis
Het Museum voor Catalaanse geschiedenis (Museu d'Història de Catalunya - MHC) is een historisch museum in Barcelona gevestigd in het Palau de Mar. Het werd in 1996 opgericht door de Generalitat de Catalunya. Naast de hoofdzetel in Barcelona beheert het museum nog een twintigtal monumenten, eigendom van de Generalitat, om ze toegankelijk en bij het publiek bekend te maken.
Het MHC is ondergebracht in het Palau de Mar. Het gebouw werd tussen 1880 en 1890 opgericht als stapelhuis Magatzems Generals de Comerç in de typische stijl van de havenarchitectuur van het einde van de negentiende eeuw. Het gebouw hoort tot het belangrijk industrieel erfgoed van Catalonië, naar plannen van Maurici Garrán, ingenieur en directeur van de afdeling vastgoed van de Haven van Barcelona. De omvorming tot museum begon in het olympisch jaar 1992.
Het museum toont de geschiedenis van Catalonië van de prehistorie tot vandaag in drie talen (Catalaans, Engels en Castiliaans). Het streeft er naar een beeld te geven van de levenssfeer van de opeenvolgende gemeenschappen en bevolkingsgroepen die er geleefd hebben: hun politieke, economische, sociale en culturele organisatie. De geschiedenis wordt onverdeeld in zeven hoofdstukken.
1. De voorgeschiedenis vanaf het vroegpaleolithicum tot de val van het West-Romeinse Rijk en het visigotische koninkrijk
2. De beginperiode tussen de moorse verovering van het Iberische schiereiland (711) en de herovering onder Ramon Berenguer IV (1112-1162)
3. Mar Nostra (onze zee) met de verovering van Mallorca en het Land van València tot aan het huwelijk van Ferdinand II van Aragon met Isabella I van Castilië in 1479
4. De Habsburgse periode 1479-1713. De machtsovernames door het Huis Bourbon na de Spaanse Successieoorlog en de daaropvolgende afschaffing van de Catalaanse instellingen na het Decretos de Nueva Planta en de invoering van het Castiliaans als enige officiële landstaal in 1716
5. Het stoomtijdperk, de industriële revolutie, de opkomst van een bemiddelde middenklasse en de renaixença van de Catalaanse taal en cultuur
6. De twintigste eeuw tot aan de staatsgreep door dictator Francisco Franco in 1939
7. Catalonië tijdens de dicatuur (1939-1975) en de Spaanse democratische overgang

## Geschiedenis
Het museum werd opgericht na door de Generalitat de Catalunya met eenstemmige toestemming van het Catalaans Parlement in 1993. Een van de grote promotoren was de toenmalige president Jordi Pujol. De architecten Josep Benedito i Agustí Mateos kregen de opdracht het Palau de Mar om te bouwen onder de leiding van de pedagoge Carme Laura Gil i Miró als commissaris.
Het gebouw werd ingehuldigd op 29 februari de 1996 onder de leiding van de eerste directeur Josep Maria Solé i Sabaté. In de beginjaren had het museum nauwelijks een eigen collectie: de geschiedenis van Catalonië werd uitgelegd met infografieën en objecten die her en der bij instellingen en andere musea geleend werden. Een eerste tijdelijke tentoonstelling was aan de Mars voor vrijheid (Marxa de la Llibertat) uit 1976 gewijd. De permenente tentoonstelling wordt voortdurend bijgewerkt en er wordt naar gestreefd de verschillende visies op de geschiedenis aan bod te laten komen. In februari 2004 nam het museum het beheer van het netwerk van monumenten van de Generalitat over.
Met het oog op een efficiënter beleid en een betere museografische eenheid beheert het Museum sedert 2004 een aantal belangrijke historische monument zoals: de kloosters Sant Pere de Rodes, Sant Pere de la Portella, Santa Maria de Santes Creus, Sant Francesc de Montblanc, Sint-Bartholomeusklooster in Bellpuig, en Santa Maria de Vilabertran; de kastelen van Miravet en La Granada, de toren van Manresana in Prats de Rei, het kasteel en de Sint-Vincentiuskerk in Cardona, de ruïnes van het kartuizerklooster Cartoixa d'Escaladei, het kasteel Escornalbou, de La Seu Vella in Lleida, de Sinte Agathakapel in Barcelona, het geboortehuis van Rafael Casanova i Comes in Moià en Enric Prat de la Riba i Sarrà in Castellterçol, het Palau Moja in Barcelona.

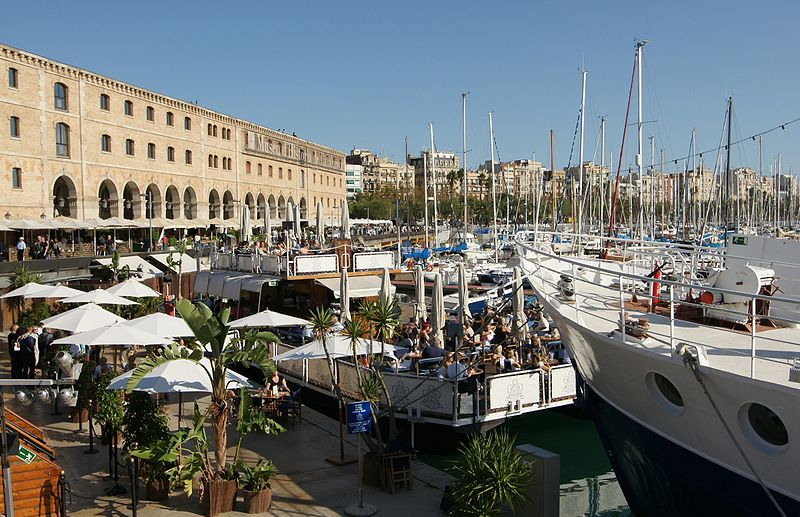
Zijgevel van het museum

Het museum organiseert regelmatig thematische tentoonstellingen, zoals La Catalunya Jueva over het Joodse leven, Càtars i trobadors (Ketters en troubadours) over de verhouding tussen Occitanië, land van ketters en troubadours en Catalonië, over burgerbewegingen, buurtcomités en lokale acties, over de evolutie van de pers, over de relaties met het Basekenland
Publicaties
Het MHC publiceert regelmatig werken over de Catalaanse geschiedenis, pedagogische dossiers voor leerkrachten en catalogi of monografieën in verband met de tijdelijke tentoonstellingen.
- Papers de l'MHC: een afdeling binnen het tijdschrift L'Avenç
- Quaderns del Museu d'Història de Catalunya
- Mnemòsine, een tijdschrift over museologie in samenwerking met de Catalaanse vereniging voor museologie.[11]

Directeuren
- 1996: Carme Laura Gil i Miró
- 1996-2000: Josep Maria Solé i Sabaté
- 2000-2008: Jaume Sobrequés i Callicó
- 2008-2014: Agustí Alcoberro i Pericay<
- 2014-2016: Jusep Boya i Busquet
- 2016-: Margarida Sala i Albareda[12]